# نبات شوكي
نبات شوكي هي رواية للكاتب الفلسطيني حسن حميد. صدرت عن الهيئة العامة السورية للكتاب عام 2017، بعد حصولها على المركز الثاني بجائزة حنا مينه للرواية لعام 2017.

## عن الرواية
تتحدث الرواية عن الاحتلال الإسرائيلي لفلسطين والظلم الذي يتعرض له الفلسطينيون، وعن أهم روافد المشروع الصهيوني وهو الهجرة الصهيونية الى فلسطين، والتأكيد على جريمة الاحتلال الصهيوني الذي أسس له الغرب وعمل عليه الصهاينة من أمثال هرتزل وحاييم وايزمان وبن غوريون.
قال حسن حميد عن الجائزة:"أهمية الجائزة أنها تأتي بعد 100 سنة على جريمة وعد بلفور. هذا ما يؤكد أن الشعب الفلسطيني ومنهم أدباؤه ماضون في الدفاع عن فلسطين المغتصبة حتى تعود الى أهلها".